# Schisturella totorami
Schisturella totorami är en kräftdjursart som beskrevs av J. L. Barnard 1967. Schisturella totorami ingår i släktet Schisturella och familjen Uristidae. Inga underarter finns listade i Catalogue of Life.